# Hồ Bohinj
Hồ Bohinj (tiếng Slovene: Bohinjsko jezero, tiếng Đức: Wocheiner See), bao phủ  318 hécta (790 mẫu Anh), là hồ lớn nhất ở Slovenia. Nó nằm trong thung lũng Bohinj của dãy Julian Alps, ở phía tây bắc khu vực Thượng Carniola, và một phần của Vườn quốc gia Triglav.

## Địa lý
Hồ Bohinj dài 4,2 km (2,6 mi) và rộng 1 km (0,62 mi) ở nơi rộng nhất. Nó là một hồ băng tạo thành từ băng tích.

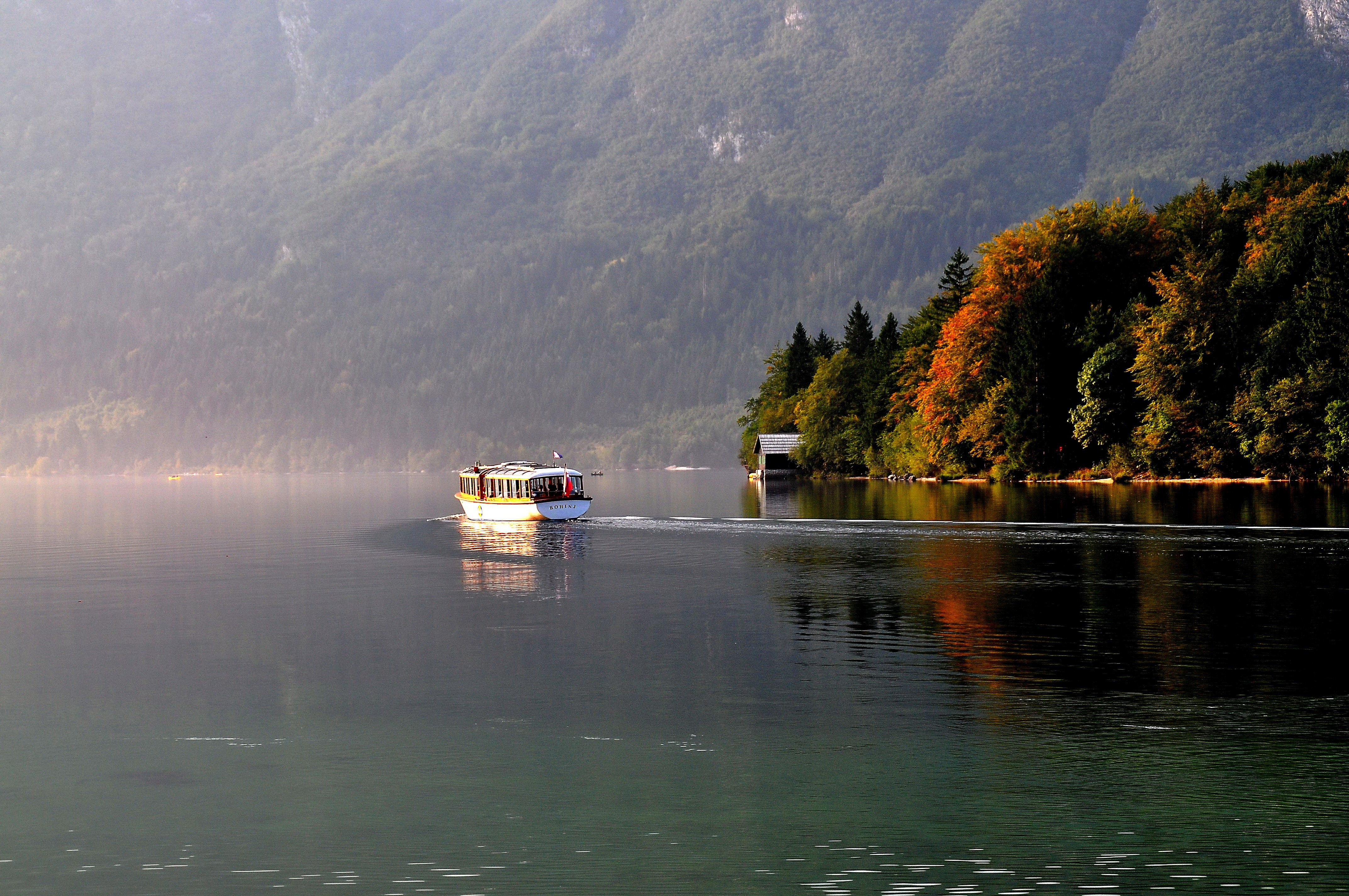
Tàu du lịch trên Hồ Bohinj

Dòng chảy vào hồ lớn nhất, dòng Savica ('Savica nhỏ'), được đưa từ Črno jezero (Hồ Đen), hồ thấp nhất trong thung lũng hồ Triglav. Dòng chảy ra ở điểm cuối phía đông là lạch Jezernica, hợp với lạch Mostnica để hình thành Sava Bohinjka, cái mà biến thàh sông lớn Sava. Belsazar Hacquet ở thế kỷ 18 phát hiện ra rằng, nhiều nước ra khỏi hồ Bohinj hơn là đi vào nó, được lý giải cùng với nguồn nước ngầm.
Vùng nước trong là môi trường sống của cá hồi nâu, cá tuyết sông, Squalius cephalus, Phoxinus phoxinus và cá hồi Bắc cực, Động vật thân mềm, cũng như nhiều loài tảo. Nó là điểm đến phổ biến cho chuyến đi một ngày cho bơi lội và các môn thể thao dưới nước khác. Trên bờ là một bức tượng của huyền thoại sơn dương Goldhorn (Zlatorog), câu truyện về nó được nhắc đến trong bài thơ của nhà thơ Rudolf Baumbach.k

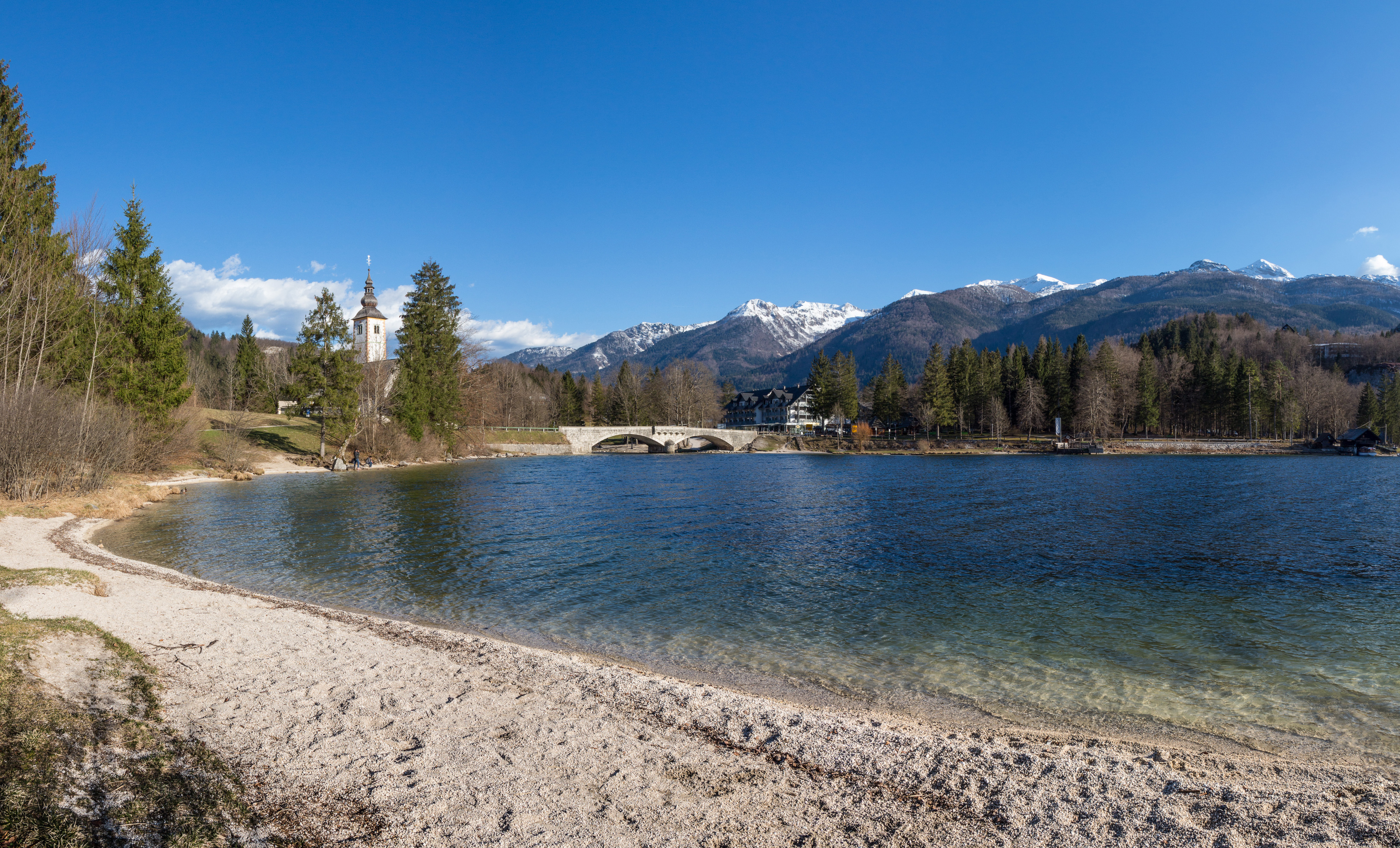
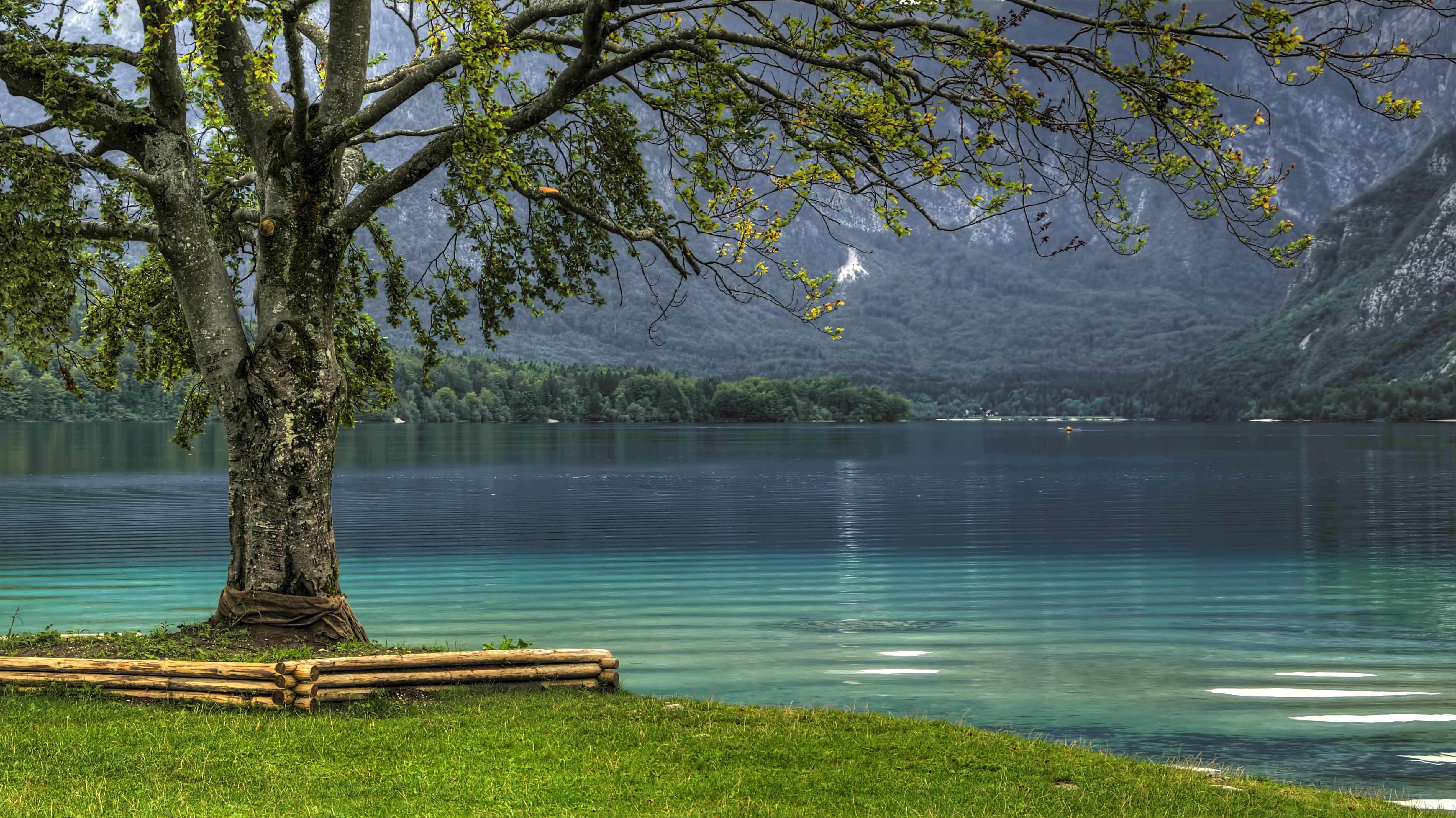
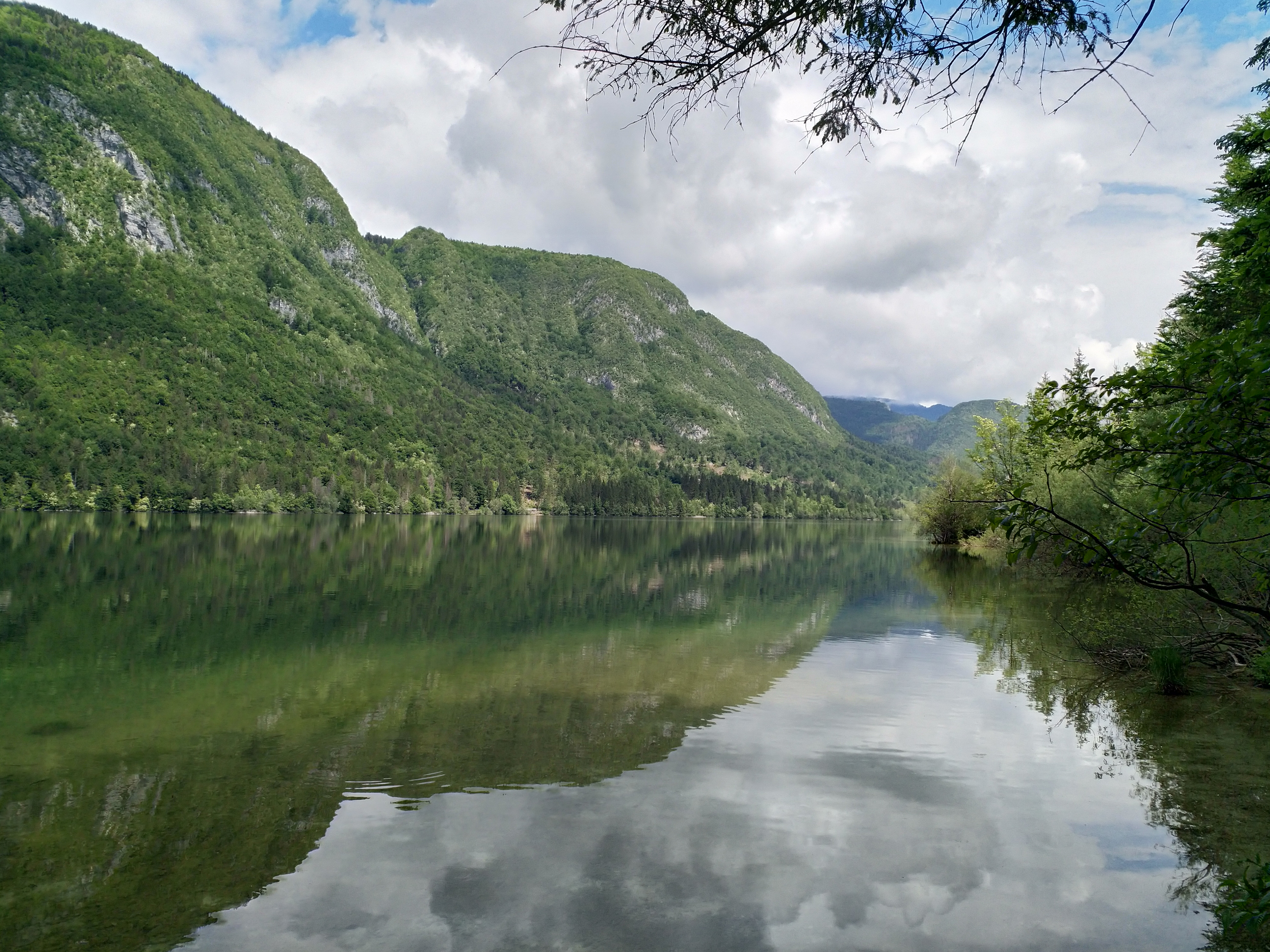
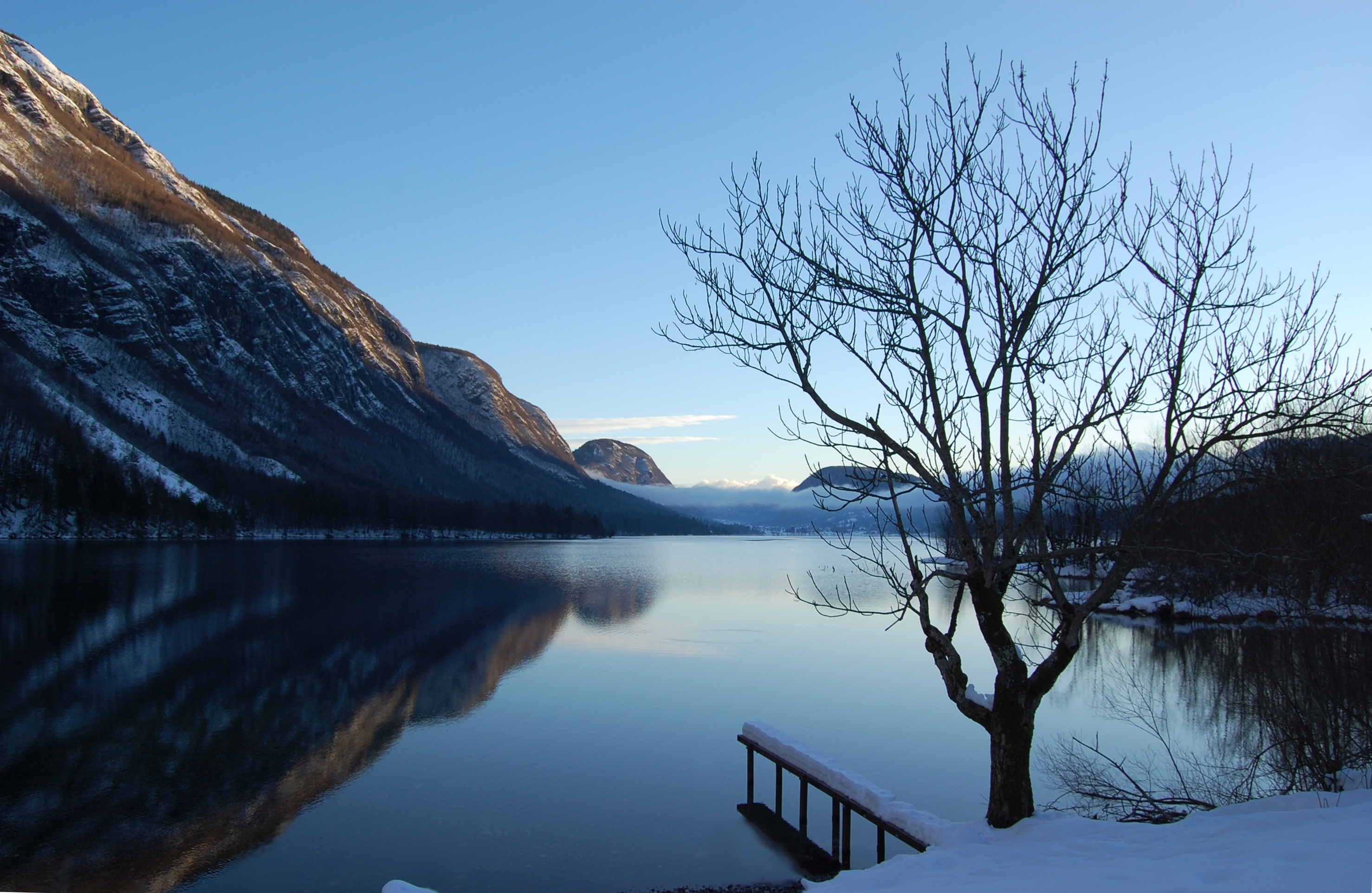
Vào mùa đông
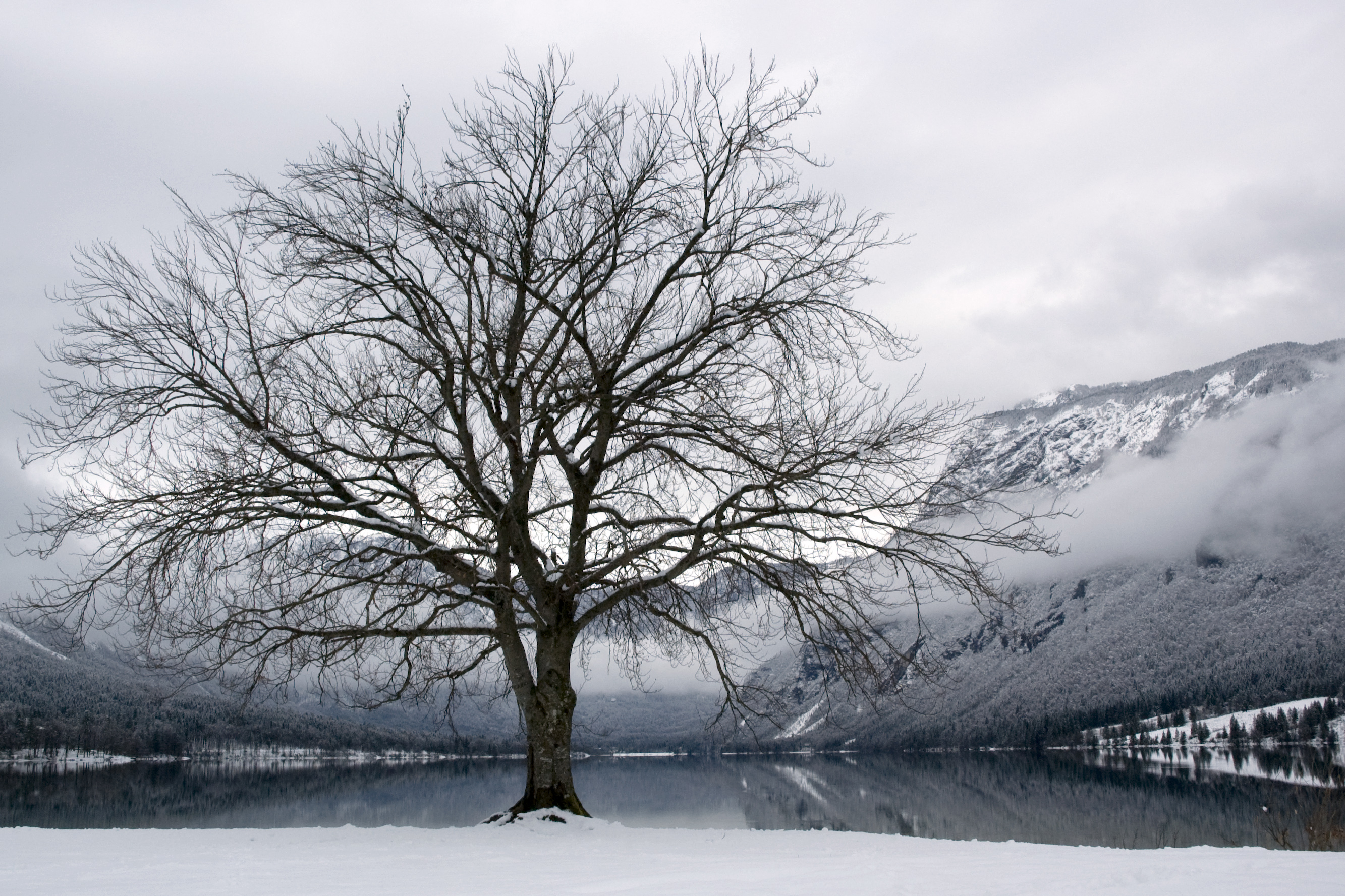
Vào mùa đông
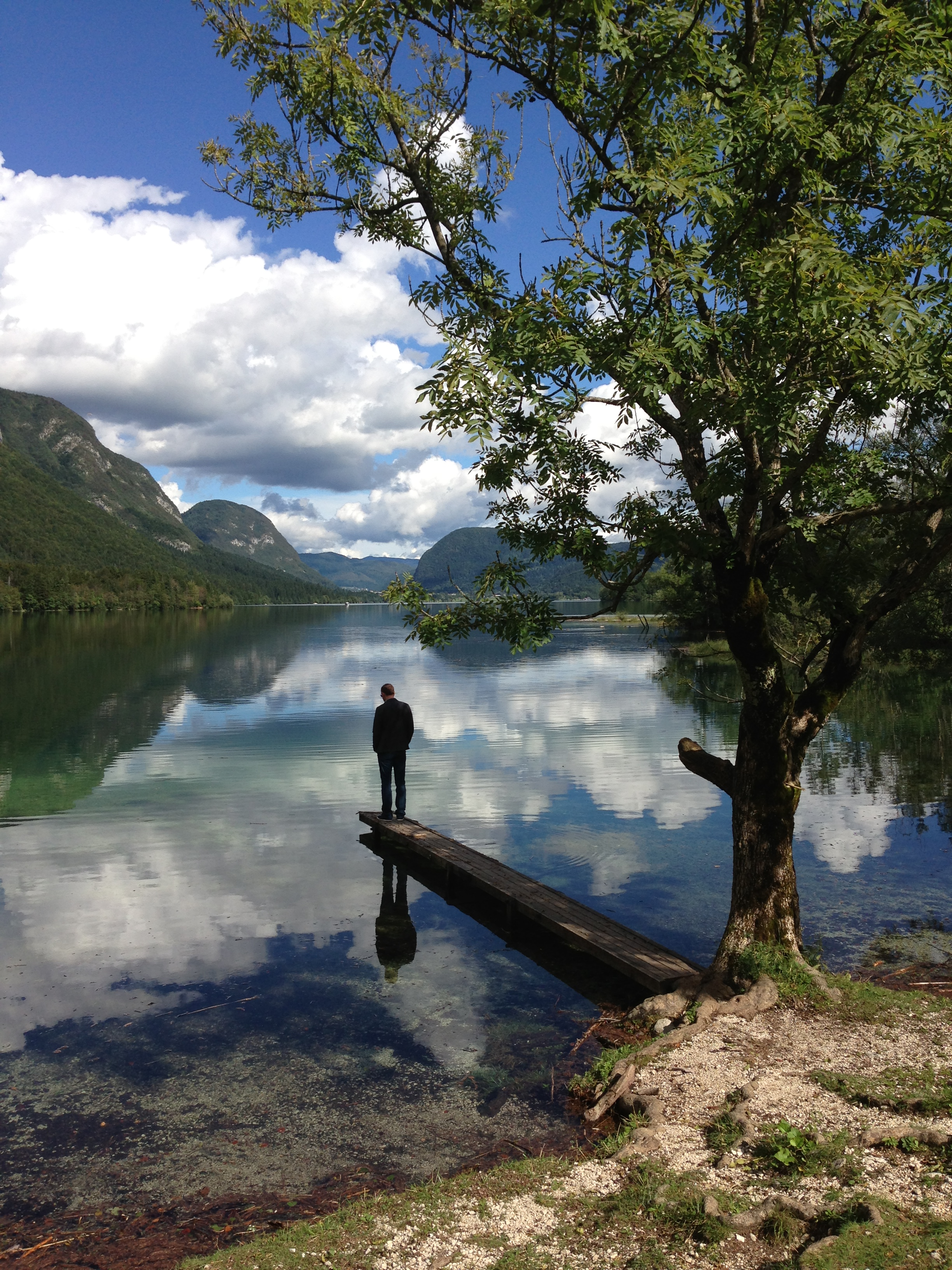
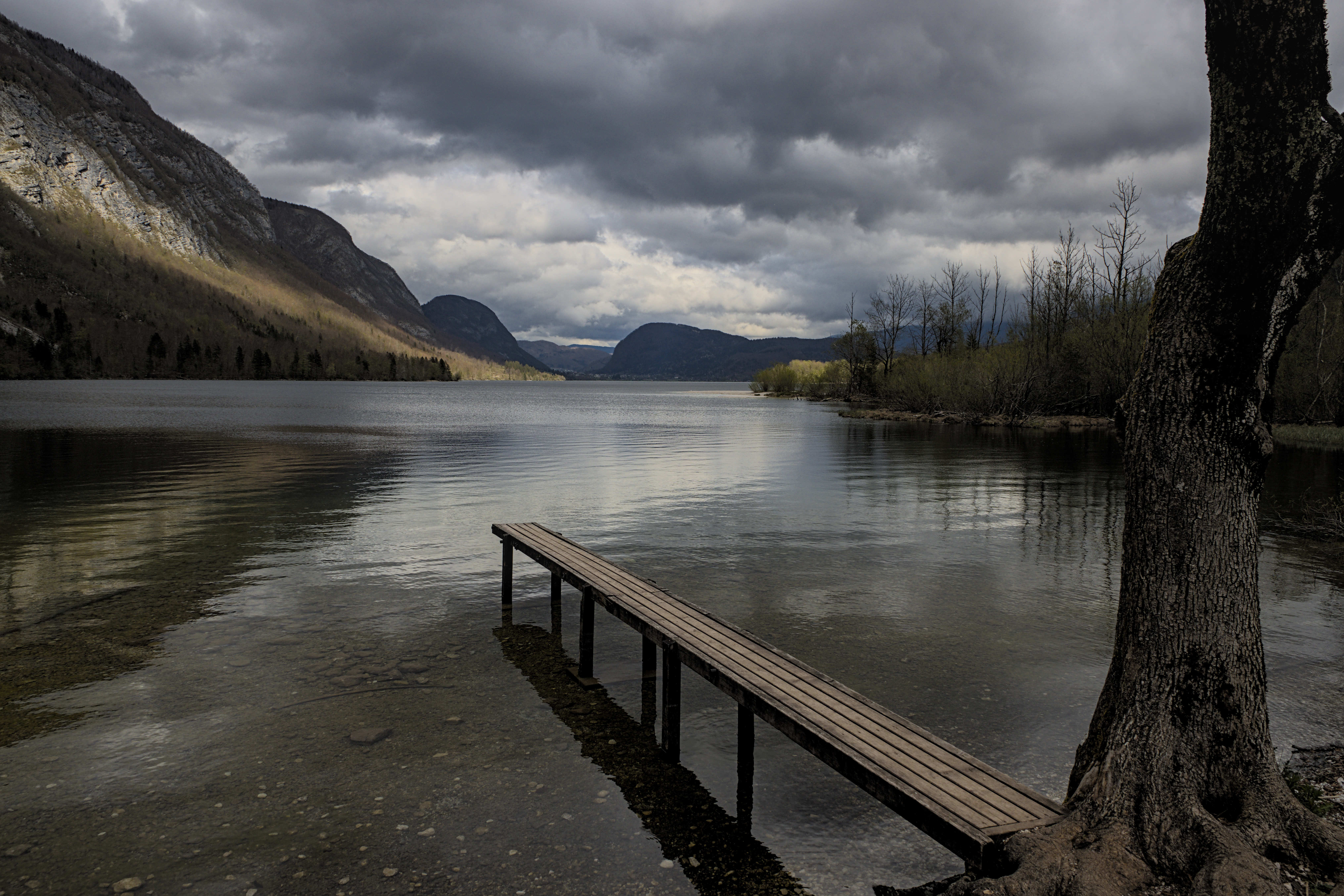
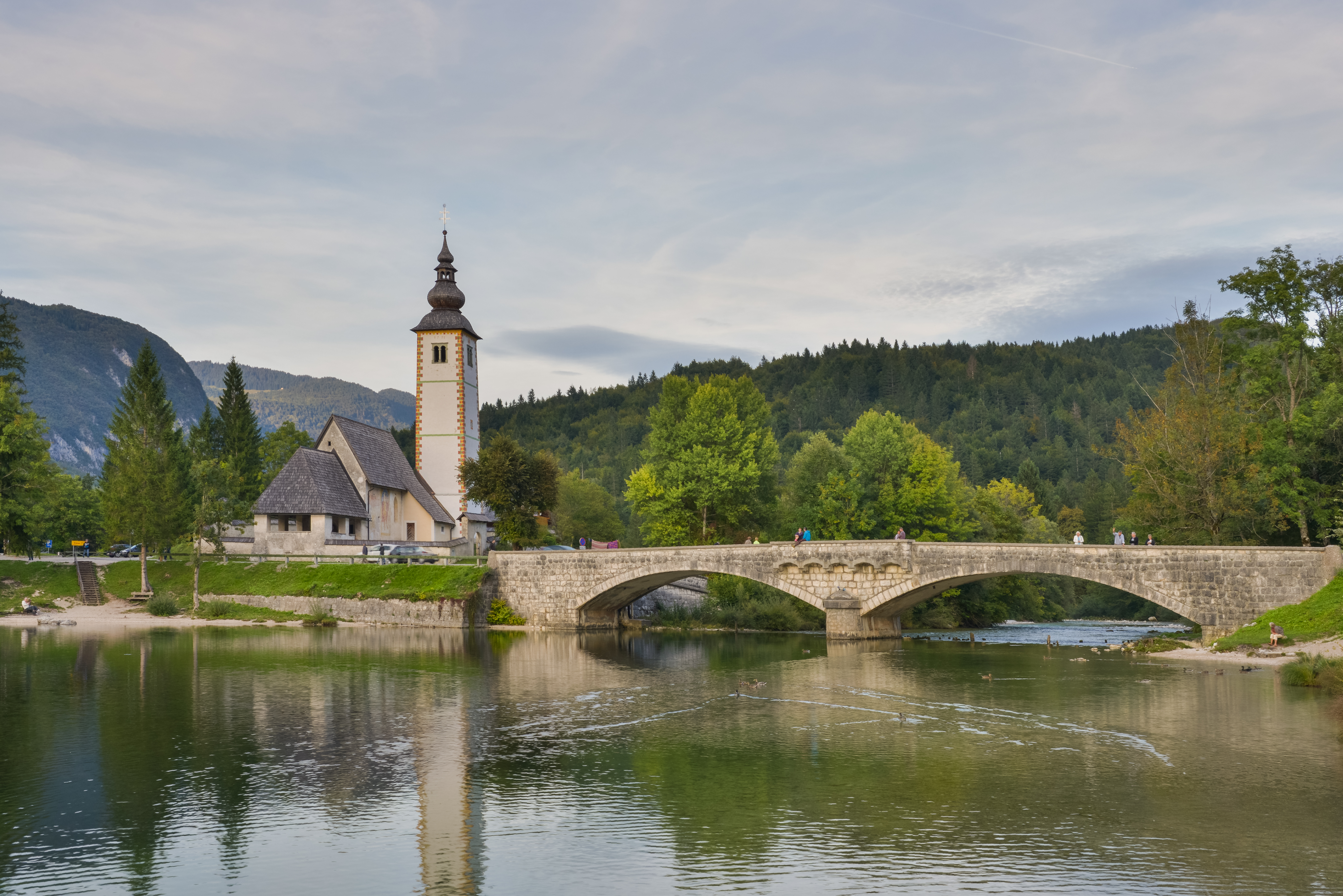
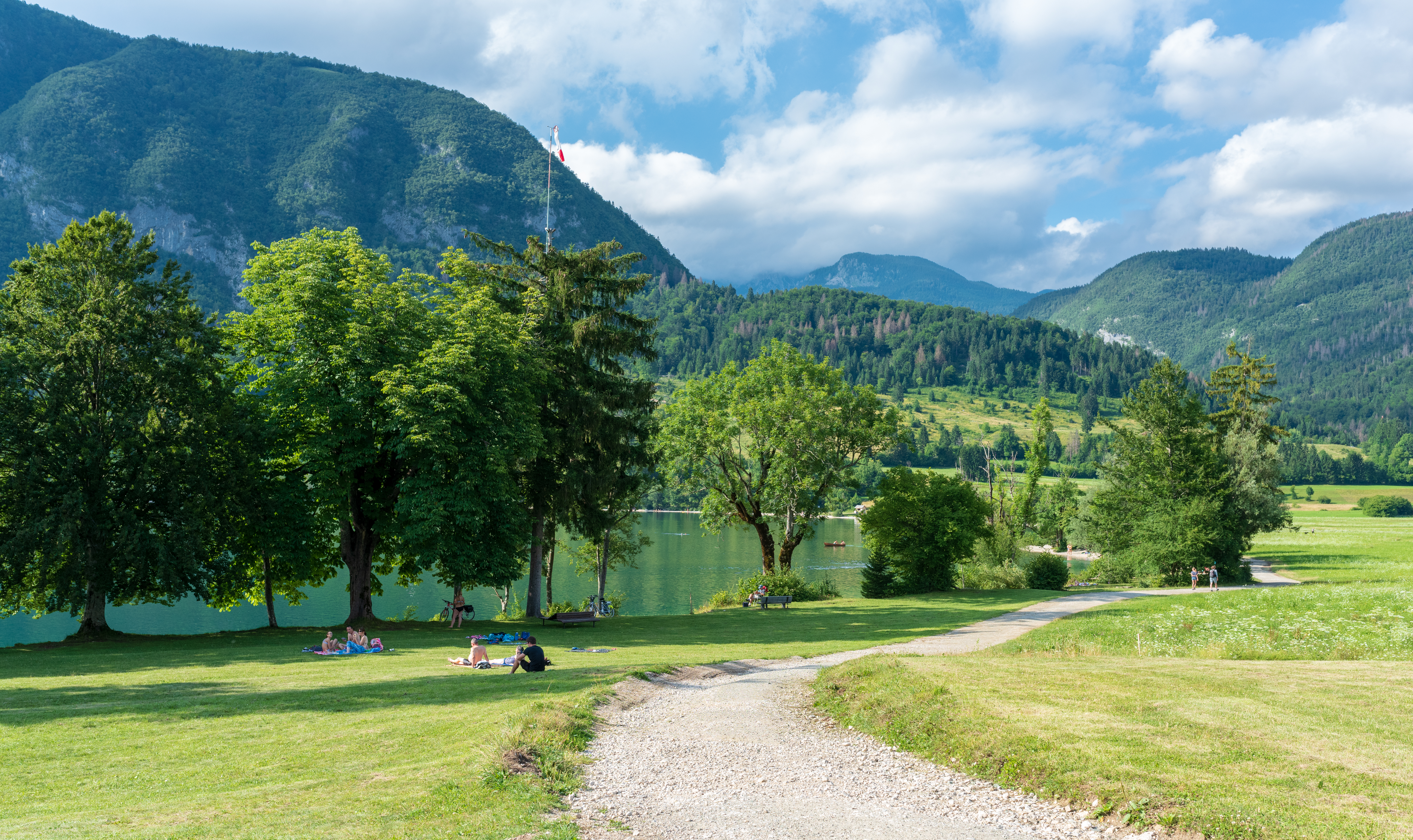
Trên bờ hồ

## Đường dẫn ngoài
- Hồ Bohinj cam
- Hồ Bohinj ảnh 1920x1080 Lưu trữ ngày 13 tháng 7 năm 2011 tại Wayback Machine